# Richard Taylor (Politiker)

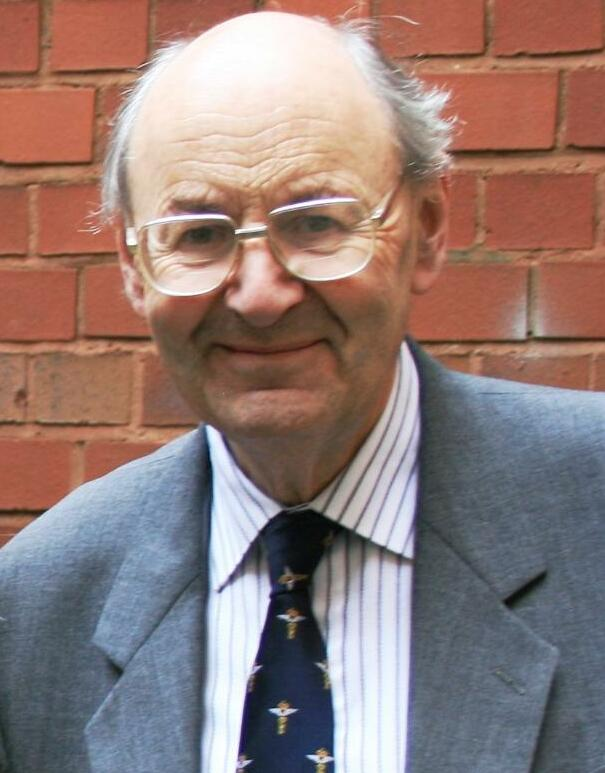
Richard Taylor

Richard Thomas Taylor (* 7. Juli 1934; † 26. Juni 2024) war ein britischer Arzt und Politiker. Er war Vorsitzender der Partei Independent Kidderminster Hospital and Health Concern. Von 2001 bis 2010 repräsentierte er den Wahlkreis Wyre Forest im britischen Unterhaus.

## Leben
Die Partei, deren Vorsitzender Taylor schon damals war, entstand im Zuge einer politischen Kampagne, die sich gegen die Schließung der Notfallabteilung des Krankenhauses von Kidderminster wehrte. Bei den Unterhauswahlen 2001 gewann Taylor völlig unerwartet den Sitz seines Wahlkreises Wyre Forest. In der Legislaturperiode von 2001 bis 2005 war er der einzige „unabhängige“ Vertreter im Unterhaus. Bei den Unterhauswahlen 2005 wurde er knapp wiedergewählt. Dies war das erste Mal seit 1949, dass ein Unabhängiger seinen Parlamentssitz in der folgenden Wahl verteidigen konnte. Hierbei hatte geholfen, dass die Liberal Democrats, die sich als dritte große Partei in Großbritannien etablieren wollten, keinen eigenen Kandidaten aufstellten, sondern die Wahl Taylors empfahlen.
Bei den Unterhauswahlen 2010 stellten die Liberal Democrats für Wyre Forest jedoch einen eigenen Kandidaten auf, und so erlangte letzten Endes der Kandidat der Conservative Party die meisten Stimmen des Wahlkreises, wodurch Taylor seinen Unterhaussitz verlor.
Taylor starb am 26. Juni 2024 im Alter von 89 Jahren.